# Clemente Ruta
Clemente Ruta (né à Parme le 9 mai 1685, mort dans la même ville le 11 novembre 1767) est un peintre italien qui fut actif au XVIIIe siècle.

## Biographie
Actif principalement à Parme, on lui doit  la description des peintures du Corrège situées dans cette ville

## Œuvres
- Morte di san Francesco Saverio, huile sur toile.
- Fresques dans l'appartement de Caroline Bonaparte, Portici.
- Stanza dorata, boudoir, palais de Portici.
- Il ciclo di Debora e Giaele, Palazzo Casati, Plaisance.
- Gesù Bambino coi SS. Bernardino da Siena, Antonio da Padova, Francesco di Paola, Collégiale de San Bartolomeo, Busseto.
- Madonna col Bimbo e S. Pasquale Baylon, église  Santa Maria degli angeli, Busseto.
- S. Giovanni Francesco Regis, église Sant'Ignazio, Busseto.
- L'Immacolata, église de San Vigilio, Busseto.
- Retable de l'Assunzione, église paroissiale, San Quintino.
- Sogno di S.Giuseppe e Madonna con Bambino, église San Bartolomeo, Roccabianca.
- Angelo e S.Antonio da Padova, église San Bartolomeo, Roccabianca.
- Le Martyre de saint Fidèle de Sigmaringen, église Santa Caterina de Parme.
- Diverses œuvres à la Pinacoteca Stuard, Parme.